# Mojca Erdmann
Mojca Erdmann (* 29. prosince 1975 Hamburk) je německá sopranistka. Je spojována především s operami Wolfganga Amadea Mozarta. Jako malá zpívala v dětském sboru Hamburské státní opery, později studovala u sopranistky Evelyn Herlitzius. Na Vysoké škole hudby a tance v Kolíně nad Rýnem získala další hudební vzdělání pod vedením Hanse Sotina.